# Thierry Foucaud
Pour les articles homonymes, voir Foucaud.
Thierry Foucaud, né le 18 janvier 1954 à Mont-Saint-Aignan (Seine-Maritime), est un homme politique français. Membre du Parti communiste français, il est maire d'Oissel de 1982 à 2014 et sénateur de la Seine-Maritime de 1998 à 2018. Il est vice-président de la Chambre haute de 2011 à 2017.

## Biographie
De 1971 à 1992, Thierry Foucaud travaille comme chimiste à la société Produits chimiques Ugine Kuhlmann.
À partir de 1977, il est adjoint au maire d'Oissel, Pierre Toutain, auquel il succède en 1982.
Il devient sénateur de Seine-Maritime le 3 octobre 1998, en remplacement de Robert Pagès, démissionnaire. Il est réélu les 26 septembre 2004 et 28 septembre 2014. Il siège dans le groupe communiste, républicain et citoyen qui devient, le 3 octobre 2017, le groupe communiste, républicain, citoyen et écologiste.
Il a été vice-président du Sénat et membre de la commission des finances du 5 octobre 2011 au 3 octobre 2017.
Le 5 octobre 2017, il est nommé vice-président de la commission des Affaires étrangères, de la Défense et des Forces armées et membre de la commission des affaires européennes.
Il démissionne le 31 mai 2018, par souci de « renouvellement politique », laissant ainsi son siège à la suivante de liste, Céline Brulin,.

## Mandats actuels
- Adjoint au maire d'Oissel (depuis 2014)

## Anciens mandats
- Sénateur de la Seine-Maritime, du 3 octobre 1998 au 31 mai 2018, réélu en 2004 et 2014
- Vice-président du Sénat, du 5 octobre 2011 au 30 septembre 2017
- Conseiller de la Métropole Rouen Normandie
- Maire d'Oissel (1982-2014)
- Conseiller régional de Haute-Normandie
- Vice-président de la communauté d'agglomération de Rouen
- Adjoint au maire d'Oissel (1977-1982)
- Membre du Conseil national du tourisme